# Dianna Ortiz
Dianna Mae Ortiz OSU (* 2. September 1958 in Colorado Springs, Colorado; † 19. Februar 2021 in Washington, D.C.) war eine US-amerikanische Ordensschwester der katholischen Ursulinen (Ordo Sanctae Ursulae). Sie engagierte sich ab 1987 für die indigene Bevölkerung in Guatemala und wurde 1989 Folteropfer der Regierung Guatemalas. In den Jahren danach kämpfte sie für die Anerkennung ihrer Leiden und gründete später selbst eine Organisation für Opfer von Folter und gegen Folter.

## Leben
Dianna Ortiz, eines von acht Kindern aus einer Bergmannsfamilie, fühlte sich mit 17 Jahren zu einem religiösen Leben berufen, trat in das Noviziat der Ursulinenschwestern der Abtei Mount St. Joseph in Maple Mount im Westen von Kentucky ein und studierte an dem dortigen Ordenskonvent.

### Engagement bei den Indigenen Guatemalas
1987 begann sie ihre Missionsarbeit in Guatemala und unterrichtete ländliche Maya im Schreiben. Angehörige der guatemaltekischen Familie, bei der Ortiz lebte, waren Mitglieder der Grupo de Apoyo Mutuo, einer indigenen Bürgerrechtsorganisation. Ortiz’ Tätigkeit galt der guatemaltekischen Regierung als potentiell subversiv und als Gefahr für die nationale Sicherheit. Diese war der Ansicht, „dass religiöse Aktivisten beider Kirchen den Bauern predigen, so dass diese, mit neuen Ideen, religiösen Prinzipien und der Autorität der Prediger versehen, die Basis des demokratischen Systems ablehnen“ (Büro für Öffentlichkeitsarbeit der Armee). Einige Jahre zuvor waren unter der US-gestützten Militärdiktatur Efraín Ríos Montts viele tausend Maya umgebracht worden.

### Drohungen, Verschleppung, Folter
Der Bischof der Region erhielt ein anonymes Schreiben, in dem darauf hingewiesen wurde, dass sich die Schwestern mit „subversiven Elementen“ träfen. Anfang 1989 erhielt Dianna Ortiz anonyme Briefe, die sie gefährdet nannten und zum Verlassen des Landes aufforderten. Im Herbst des Jahres wurde ihr direkt mit Vergewaltigung, Verschwindenlassen und einem Attentat gedroht, woraufhin sie sich in ein religiöses Zentrum in Antigua Guatemala begab.
Am 2. November 1989 verschleppten zwei Männer Dianna Ortiz mit Waffengewalt und verbundenen Augen von dort in ein Geheimgefängnis. Sie wurde befragt, gefoltert und vergewaltigt. Dabei verlor sie immer wieder das Bewusstsein. Später erinnerte sie sich in Sequenzen an Ratten, Hunde, ein Messer, das man sie gegen jemand anders zu führen zwang, eine Grube, in der viele Menschenleiber lagen, teils tot, teils noch lebend, auf denen sie sich liegend fand. Sie wurde schwanger und trieb später ab.
Ein Nordamerikaner, der Zugang zu dem Geheimgefängnis hatte, stoppte die Folter und gab ihr Kleidung. Er brachte sie in einem Fahrzeug weg. Ortiz nutzte im Verkehr eine Gelegenheit zur Flucht, nahm Kontakt mit dem religiösen Zentrum auf und verließ am übernächsten Tag das Land.

### Reaktionen

#### In den USA
Der Fall Dianna Ortiz’ erhielt in den USA eine größere mediale Wahrnehmung. Sie selbst berichtete öffentlich von dem ihr Zugestoßenen. Durch eine Anhörung im Kongress waren verschiedene Stellen zu Stellungnahmen gezwungen, darunter der guatemaltekische Verteidigungsminister und der US-Botschafter in Guatemala, welche Ortiz zu diffamieren suchten und der Lüge bezichtigten. Das Außenministerium, das sie um ein Treffen gebeten hatte, befürchtete eine Beeinträchtigung von US-Interessen und beschuldigte sie in einem Schreiben an ihren Anwalt der Verletzung des 8. Gebots (falsche Zeugenaussage).

#### In Guatemala
1994 äußerte der guatemaltekische Armeesprecher, Ortiz sei eine Sprecherin der Rebellen, die die öffentliche Meinung manipuliere. Sie habe mentale Probleme und lüge zwanghaft. Auch gebe es solche Folterzentren nicht. Eine gerichtliche Untersuchung in Guatemala endete, ohne dass Beweise für Ortiz’ Vorwürfe vorgelegt wurden. Zeugen waren nicht mehr aufzufinden, medizinische Untersuchungen wurden verschleppt, der Fall geschlossen. Ortiz trat der Guatemalan Human Rights Commission/USA bei.

#### Bericht des Interamerikanischen Gerichtshofes für Menschenrechte
Ein Bericht des Interamerikanischen Gerichtshofes für Menschenrechte (IACHR) stellte fest, dass Militär und Regierung Guatemalas keine brauchbaren Untersuchungen durchgeführt hatten. 1997 stellte sich der IACHR auf die Seite Dianna Ortiz’, erklärte sie für glaubwürdig und Guatemala der Verletzung verschiedener Artikel der Organisation Amerikanischer Staaten (OAS) für schuldig. Die Haftbedingungen wurden als typisch für die guatemaltekischen Sicherheitskräfte festgestellt. Ortiz lehnte weitere Untersuchungen und Befragungen ab. Der IACHR sandte Empfehlungen an die guatemaltekische Regierung.

#### Untersuchung des US-Department of Justice
In den USA selbst untersuchte das Department of Justice (DOJ) den Fall. Ortiz wurde 40 Stunden lang befragt. Sie wurde aufgefordert, mit Hilfe eines Forensikers die Dialoge mit den Folterern wiederzugeben. Ihr Fall wurde dann geschlossen, den 200-seitigen Bericht durfte sie nicht einsehen, die Ergebnisse wurden ihr nicht mitgeteilt.

### Mahnwache Ortiz’ 1996 und erneute Aufarbeitung
Ab Palmsonntag 1996 begann Dianna Ortiz eine fünfwöchige Mahnwache im Lafayette-Park vor dem Weißen Haus. Die Öffentlichkeitswirkung führte zur Freigabe von Dokumenten durch die Regierung, von denen ein 1990 entstandenes feststellte, dass sie „tatsächlich, wie behauptet, möglicherweise vom S-2-Büro der Militärzone 302 mit Hauptquartier in Chimaltenango, gekidnappt wurde.“ Die Regierung Clinton erhielt einen von 103 Kongressmitgliedern unterzeichneten Brief und versprach, die Angelegenheit zu untersuchen. Verschiedene Prozesse gegen CIA, FBI, DOJ und State Department erbrachten jedoch keine Resultate.
Ein guatemaltekisches Gericht sprach Dianna Ortiz und anderen Opfern fünf Millionen US-Dollar Entschädigung zu.

### Späteres Engagement für Folteropfer
Schwester Ortiz gründete die Torture Abolition and Survivors Support Coalition International (TASSC), die einzige US-Organisation von und für Folteropfer. TASSCs aktuelle Kampagne fordert die Rücknahme des Military Commissions Act von 2006 und nennt dieses Gesetz „US-Foltergesetz“.

### Tod
Ortiz starb am 19. Februar 2021 an Krebs, während sie in einem Hospiz in Washington, D.C., betreut wurde.